# Кенжали
Кенжали́ (каз. Кеңжалы) — село у складі Байганінського району Актюбінської області Казахстану. Входить до складу Карауилкелдинського сільського округу.
До 2021 року село мало статус станційного селища та перебувало у складі Шубаркудуцького сільського округу Темірського району.
Населення — 68 осіб (2021; 175 у 2009, 146 у 1999).